# أوسكار بونافينا
أوسكار بونافينا (بالإسبانية: Oscar Bonavena)‏ مواليد 25 سبتمبر 1942 في بوينس آيرس - الوفاة 22 مايو 1976 في الولايات المتحدة، كان ملاكم أرجنتيني سابق صنّف ضمن فئة الوزن الثقيل.

## إحصائيات
خاض خلال مسيرته 68 نزالا، فاز في 58 وتعادل في 1 وخسر في 9 نزالات منها واحدة بالضربة القاضية. فاز بالضربة القاضية في 44 نزالا.

## روابط خارجية
- أوسكار بونافينا على موقع IMDb (الإنجليزية)
- أوسكار بونافينا على موقع بوكس ريك (الإنجليزية) (registration required)